# Остроградский, Анатолий Александрович
Анато́лий Алекса́ндрович Острогра́дский (26 августа 1872, Калужская губерния — 1944, Москва) — русский архитектор, мастер модерна.

## Биография
В 1883—1895 годах обучался в Московском училище живописи, ваяния и зодчества; окончил его с Малой серебряной медалью. В 1896 году получил звание классного художника архитектуры. C 1897 года работал в городских строительных службах. В 1905 году состоял участковым архитектором при Московской городской управе.
Крупнейшая и наиболее известная постройка — училище на Большой Царицынской (современной Большой Пироговской) улице была выполнена им именно по городскому заказу в 1909 году. Большое художественное панно на фронтоне выполнили С. В. Чехонин и С. В. Герасимов, а малые образа св. Георгия — работа самого Остроградского. Остроградский был знатоком и коллекционером керамики; работы М. А. Врубеля из его собрания хранятся в Третьяковской галерее.
Большинство его работ по городскому заказу, чисто утилитарные, не сохранились до нашего времени или остались не известными искусствоведам. Первые работы Остроградского на частный заказ, начатые постройкой в 1898 году (Староконюшенный переулок, 35, Арбат, 28) — традиционная московская эклектика. В 1901—1902 годах Остроградский выстроил для частных заказчиков два памятника московского модерна (с явными французскими корнями) — гостиницу «Альпийская роза» на Пушечной улице, 4 и доходный дом Ф. А. Александрова в Мерзляковском переулке, 20. Позже он строил и в «венском» стиле (см. Венский сецессион). В 1907 году, на закате модерна, он выстроил особняк В. С. Казаковой на Садовой-Спасской, 2.
В 1920-х — 1930-х годах жил в Москве по адресу: Грибоедов переулок, 4, кв. 4. Это была коммунальная квартира под крышей дома, в ней архитектор занимал две комнаты. Умер в 1944 году. Похоронен на Ваганьковском кладбище.

## Проекты и постройки
- Особняк Д. И. Щукина (1898, Москва, Староконюшенный переулок, 35)[сн 1];
- Доходный дом М. А. Скворцова (1898—1892, Москва, Арбат, 28);
- Доходный дом К. С. Шекаразина (1899, Москва, Зубовский бульвар, 22/39 / улица Пречистенка, 39/22);
- Гостиница «Альпийская роза» (Доходный дом княжны О. А. Туркестановой) (1901—1902, Москва, Пушечная улица, 4), строительство осуществлял П. П. Висневский;
- Доходный дом доктора медицины Ф. А. Александрова (1902, Москва, Мерзляковский переулок, 20), фасадный декор частично утрачен[10];
- Пристройка и изменение фасада особняка А. В. Сиротинина (1903—1904, Москва, Кривоарбатский переулок, 16-19?), не сохранился;
- Особняк В. С. Казаковой, совместно с А. О. Гунстом (?) (1907, Москва, Садовая-Спасская улица, 2);
- Фабрика Фридрих Байер и Ко (1907, набережная Москвы-реки, ?);
- Городской дом начальных училищ (1909, Москва, Большая Пироговская улица, 9а), панно — художники С. В. Чехонин, С. В. Герасимов;
- Отделка в стиле ампир зала Большой Московской гостиницы (1900-е, Москва); не сохранилась;
- Доходный дом (1910, Москва, улица Пречистенка, 29);
- Доходный дом (1911, улица Машкова, 14);
- Доходный дом Е. В. Воробьёва (1912—1913, Москва, Денежный переулок, 14/3 / Глазовский переулок, 3/14)[11];
- Павильон на Гигиенической выставке (1913, Санкт-Петербург), не сохранился;
- Перестройка доходного дома И. С. Романова (1915, улица Большая Лубянка, 15).

### Сноски
1. ↑  Здесь и далее проекты и постройки даны в хронологическом порядке по М. В. Нащокиной, с необходимыми дополнениями и уточнениями[9].